# Chemin de fer Aigle–Sépey–Diablerets
| BDe 4/4 in Les Diablerets |                                                    |                                        |                                        |
| |                                                    |                                        |                                        |
| Streckennummer (BAV): | 123 (Aigle–Le Sépey) 124 (Le Sépey–Les Diablerets) |                                        |                                        |
| Fahrplanfeld: | 124                                                |                                        |                                        |
| Streckenlänge: | 23,34 km                                           |                                        |                                        |
| Spurweite: | 1000 mm (Meterspur)                                |                                        |                                        |
| Stromsystem: | 1500 =                                             |                                        |                                        |
| Maximale Neigung: | 60 ‰                                               |                                        |                                        |
| Minimaler Radius: | 50 m                                               |                                        |                                        |
| |                                                    |                                        |                                        |
| \| \| \| \| \| \| \| \| SBB von Lausanne \| \| \| \| \| TPC von Leysin \| \| \| \| 0,00 \| Aigle \| 404 m ü. M. \| \| \| \| SBB nach Brig \| \| \| \| \| TPC nach Monthey–Champéry \| \| \| \| 0,59 \| Aigle-Place-du-Marché \| 415 m ü. M. \| \| \| 1,37 \| Aigle-Château Depot \| 430 m ü. M. \| \| \| \| \| \| \| \| \| \| \| \| \| 2,30 \| Aigle-Parc Aventure \| 484 m ü. M. \| \| \| \| Tunnel Grand-Hôtel (119 m) \| \| \| \| \| Tunnel Verchiez (16 m) \| \| \| \| 3,78 \| Verschiez \| 565 m ü. M. \| \| \| \| Tunnel Vanel (28 m) \| \| \| \| \| Brücke Vanex (76 m) \| \| \| \| 7,97 \| Plambuit \| 798 m ü. M. \| \| \| \| Tunnel Plambuit (39 m) \| \| \| \| \| Tunnel Dard (202 m) \| \| \| \| 10,15 \| Exergillod \| 863 m ü. M. \| \| \| 11,21 \| Les Fontanelles \| 899 m ü. M. \| \| \| 12,77 \| Les Planches (Aigle) (Keilbahnhof) \| 943 m ü. M. \| \| \| \| Brücke Planches (97 m über Grande Eau) \| \| \| \| 13,78 \| Le Sépey \| 978 m ü. M. \| \| \| \| Tunnel Joux-au-Crax (40 m) \| \| \| \| 17,31 \| Les Echenards \| 1078 m ü. M. \| \| \| 18,48 \| Sur-le-Buis Kulminationspunkt \| 1131 m ü. M. \| \| \| 19,10 \| Les Aviolats \| 1091 m ü. M. \| \| \| 19,81 \| Les Nicolets \| 1121 m ü. M. \| \| \| 21,10 \| Plan Morier \| 1126 m ü. M. \| \| \| 21,54 \| Vers-l'Eglise \| 1136 m ü. M. \| \| \| \| Brücke Grande Eau \| \| \| \| 22,19 \| Les Bovets \| 1157 m ü. M. \| \| \| 22,63 \| La Faverge \| 1151 m ü. M. \| \| \| 23,34 \| Les Diablerets \| 1155 m ü. M. \| \| \| ≈24,1 \| Anschluss an geplante Gondelbahn \| Anschluss an geplante Gondelbahn \| |                                                    |                                        |                                        |
| |                                                    |                                        |                                        |
| Strecke |                                                    | SBB von Lausanne                       | SBB von Lausanne                       |
| Strecke · U-Bahn-Strecke von links |                                                    | TPC von Leysin                         | TPC von Leysin                         |
| Bahnhof · Bahnhof mit U-Bahn Streckenanfang | 0,00                                               | Aigle                                  | 404 m ü. M.                            |
| Strecke nach rechts · Strecke |                                                    | SBB nach Brig                          | SBB nach Brig                          |
| Strecke quer · Abzweig geradeaus und nach rechts |                                                    | TPC nach Monthey–Champéry              | TPC nach Monthey–Champéry              |
| U-Bahn-Haltepunkt / Haltestelle | 0,59                                               | Aigle-Place-du-Marché                  | 415 m ü. M.                            |
| Haltepunkt / Haltestelle | 1,37                                               | Aigle-Château Depot                    | 430 m ü. M.                            |
| Strecke von links · Strecke nach rechts |                                                    |                                        |                                        |
| Strecke nach links · Strecke von rechts |                                                    |                                        |                                        |
| Haltepunkt / Haltestelle | 2,30                                               | Aigle-Parc Aventure                    | 484 m ü. M.                            |
| Strecke von links · Strecke von rechts · Tunnel |                                                    | Tunnel Grand-Hôtel (119 m)             | Tunnel Grand-Hôtel (119 m)             |
| Strecke · Tunnel · Strecke |                                                    | Tunnel Verchiez (16 m)                 | Tunnel Verchiez (16 m)                 |
| Bahnhof · Strecke nach links · Strecke nach rechts | 3,78                                               | Verschiez                              | 565 m ü. M.                            |
| Tunnel |                                                    | Tunnel Vanel (28 m)                    | Tunnel Vanel (28 m)                    |
| Brücke über Wasserlauf |                                                    | Brücke Vanex (76 m)                    | Brücke Vanex (76 m)                    |
| Bahnhof | 7,97                                               | Plambuit                               | 798 m ü. M.                            |
| Tunnel |                                                    | Tunnel Plambuit (39 m)                 | Tunnel Plambuit (39 m)                 |
| Tunnel |                                                    | Tunnel Dard (202 m)                    | Tunnel Dard (202 m)                    |
| Bahnhof | 10,15                                              | Exergillod                             | 863 m ü. M.                            |
| Haltepunkt / Haltestelle | 11,21                                              | Les Fontanelles                        | 899 m ü. M.                            |
| Abzweig nach links und von links · Bahnhof quer · Strecke von rechts | 12,77                                              | Les Planches (Aigle) (Keilbahnhof)     | 943 m ü. M.                            |
| Strecke · U-Bahn-Brücke über Wasserlauf |                                                    | Brücke Planches (97 m über Grande Eau) | Brücke Planches (97 m über Grande Eau) |
| Strecke · Kopfbahnhof Streckenende | 13,78                                              | Le Sépey                               | 978 m ü. M.                            |
| Tunnel |                                                    | Tunnel Joux-au-Crax (40 m)             | Tunnel Joux-au-Crax (40 m)             |
| Haltepunkt / Haltestelle | 17,31                                              | Les Echenards                          | 1078 m ü. M.                           |
| Haltepunkt / Haltestelle | 18,48                                              | Sur-le-Buis Kulminationspunkt          | 1131 m ü. M.                           |
| Bahnhof | 19,10                                              | Les Aviolats                           | 1091 m ü. M.                           |
| Haltepunkt / Haltestelle | 19,81                                              | Les Nicolets                           | 1121 m ü. M.                           |
| Haltepunkt / Haltestelle | 21,10                                              | Plan Morier                            | 1126 m ü. M.                           |
| Haltepunkt / Haltestelle | 21,54                                              | Vers-l'Eglise                          | 1136 m ü. M.                           |
| Brücke über Wasserlauf |                                                    | Brücke Grande Eau                      | Brücke Grande Eau                      |
| Haltepunkt / Haltestelle | 22,19                                              | Les Bovets                             | 1157 m ü. M.                           |
| Haltepunkt / Haltestelle | 22,63                                              | La Faverge                             | 1151 m ü. M.                           |
| Kopfbahnhof Strecke ab hier außer Betrieb | 23,34                                              | Les Diablerets                         | 1155 m ü. M.                           |
| Kopfbahnhof Streckenende (Strecke außer Betrieb) | ≈24,1                                              | Anschluss an geplante Gondelbahn       | Anschluss an geplante Gondelbahn       |

Die Chemin de fer Aigle–Sépey–Diablerets (ASD), deutsch Aigle-Sépey-Diablerets-Bahn, ist eine ehemalige Eisenbahngesellschaft im Schweizer Kanton Waadt. Ihre 1913 teilweise, 1914 vollständig eröffnete Strecke führt von Aigle zum Wintersportort Les Diablerets. Die 23 Kilometer lange Meterspurlinie wird seit der Betriebsaufnahme elektrisch betrieben.
1999 fusionierte die Chemin de fer Aigle–Sépey–Diablerets zu den Transports Publics du Chablais (TPC), die drei von Aigle und eine von Bex ausgehende Meterspurstrecke sowie mehrere Buslinien im Chablais betreiben.

## Geschichte

### Bau und erste Betriebsjahrzehnte

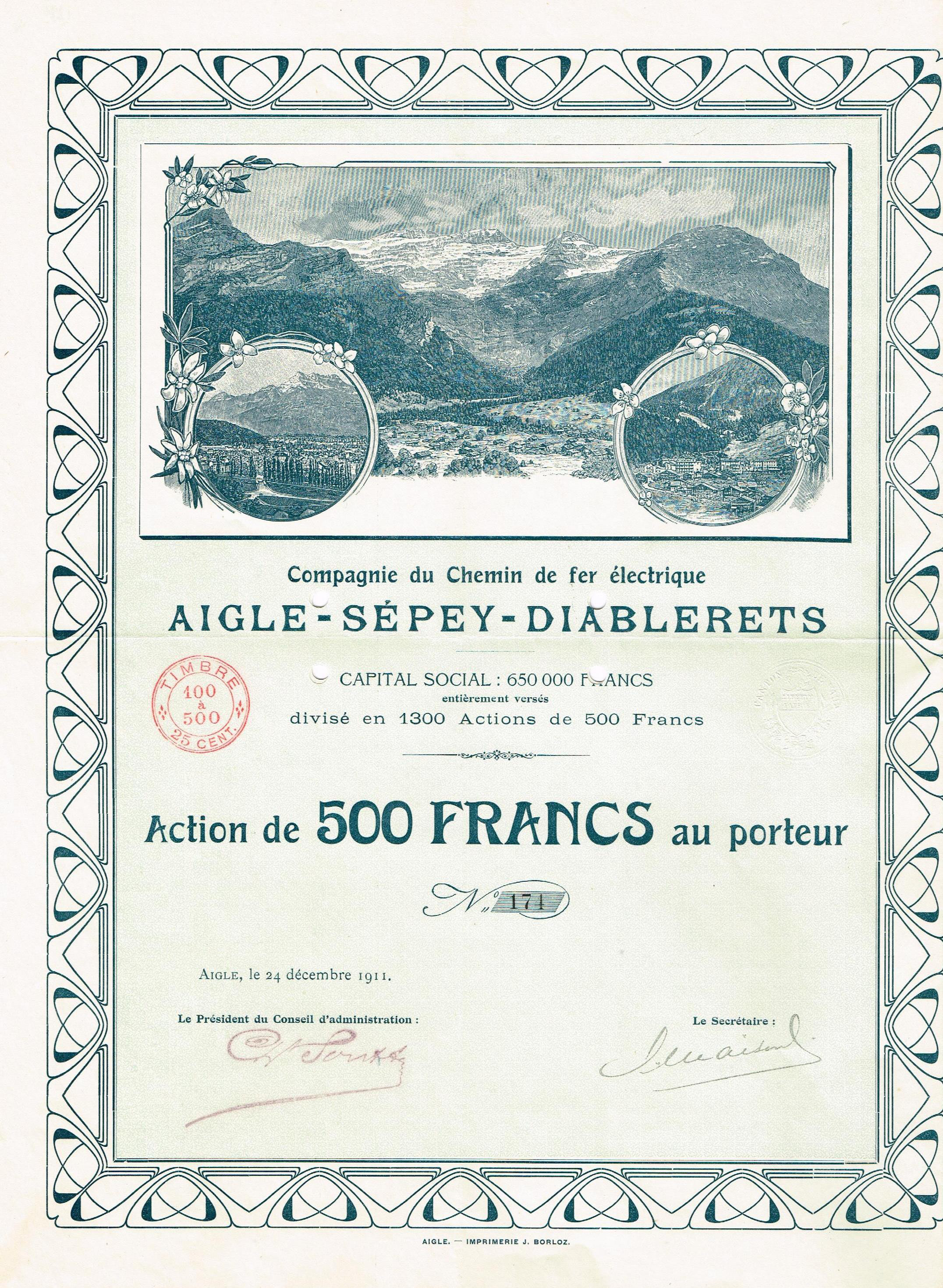
Aktie über 500 Franken der Aigle-Sépey-Diablerets-Bahn vom 24. Dezember 1911

1899 ersuchte ein einheimisches Komitee um eine Konzession für eine Pillonbahn Aigle–Les Diablerets–Gsteig. 1904 wurde Kontakt mit der AEG aufgenommen, die sich an der Finanzierung von Eisenbahnen interessierte. Erst 1910 führten die Verhandlungen zur Gründung der Chemin de fer Aigle–Sépey–Diablerets. Am 22. Dezember 1913 nahm sie die Strecke von Aigle nach Le Sépey in Betrieb, am 7. Juli 1914 folgte der Abschnitt von Les Planches nach Les Diablerets.
Die ASD war nebst der Wohlen-Meisterschwanden-Bahn die einzige Schweizer Bahn, die ihre ortsfesten Anlagen und die elektrische Ausrüstung der Triebfahrzeuge bei AEG Berlin herstellen liess. Die Adhäsionsbahn mit einer Maximalsteigung von 60 Promille wurde von Anfang an elektrisch betrieben, wobei die Nennspannung später von 1350 Volt auf 1500 Volt angehoben wurde. Die ursprünglich konzessionierte Verlängerung der Strecke über den Pillon-Pass bis Gstaad mit Anschluss an die Montreux-Berner Oberland-Bahn (MOB) wurde nie verwirklicht.
Die touristisch ausgerichtete Bahn zum Wintersportort Les Diablerets geriet wegen des Ersten Weltkriegs in grosse finanzielle Schwierigkeiten und war über viele Jahre von der Einstellung bedroht. Die Fahrgastzahlen blieben nach dem Ersten Weltkrieg mit etwa 200 pro Tag zwar stabil, jedoch verlor die kleine Bahn beträchtliche Güterverkehrsanteile an die Strassenkonkurrenz, was 1926 zu einer Sanierung mittels Reduktion des Aktienkapitalwerts zwang.

### 1940er Jahre

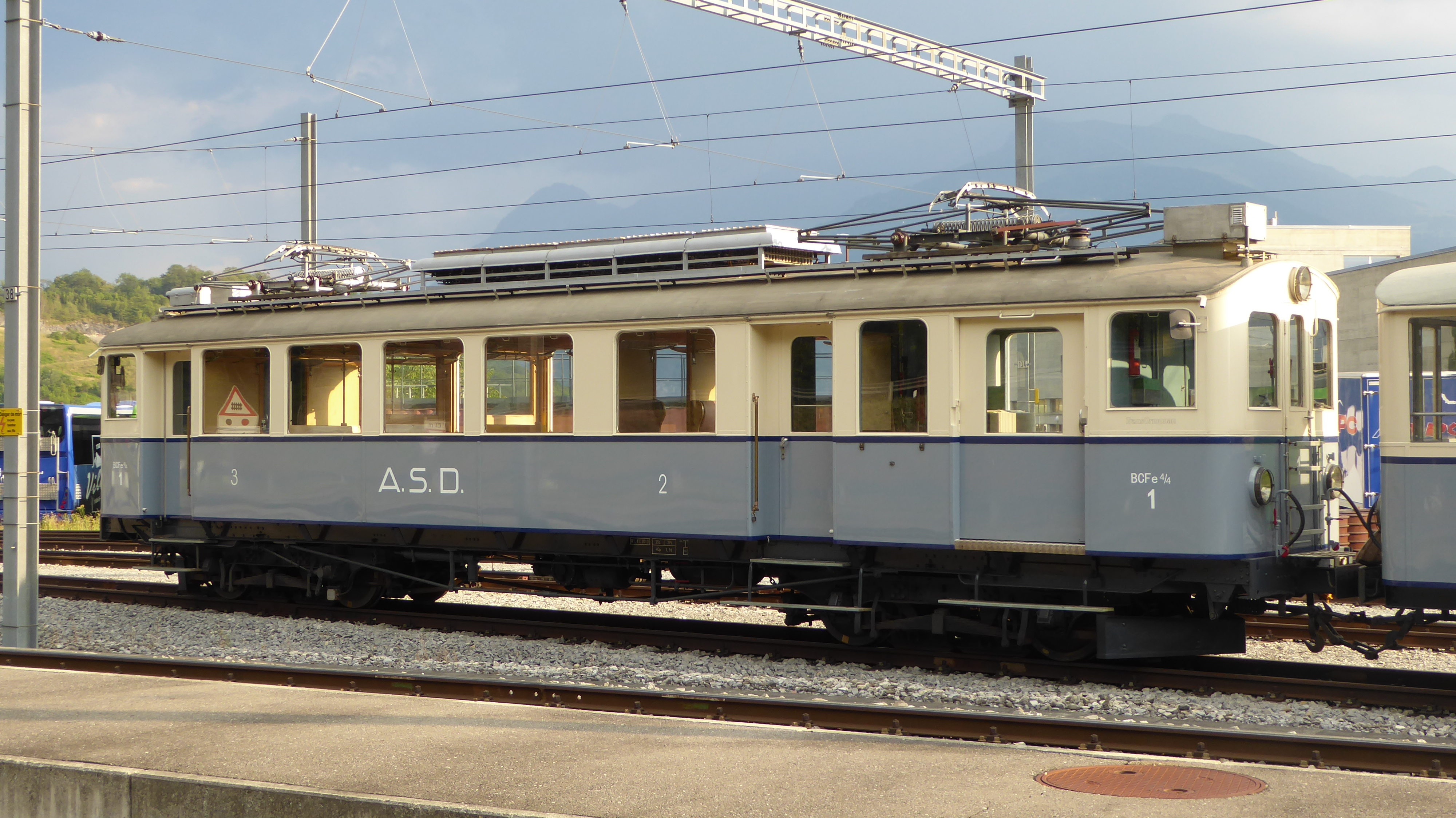
Der BCFe 4/4 1 musste 1941 nach dem Depotbrand erneuert werden. Er wurde 2014 in den damaligen Zustand zurückversetzt.

Am 26. Juni 1940 zerstörte ein Grossbrand im Depot Aigle drei der fünf Triebwagen und vier von fünf Personenwagen. Damit wäre das Schicksal der Aigle-Sépey-Diablerets-Bahn wohl besiegelt gewesen, hätten nicht die Montreux-Berner Oberland-Bahn und die Chemins de fer électriques Veveysans (CEV) die geschädigte Bahngesellschaft mit je einem Personenwagen unterstützt. Mit dem Neuaufbau erhielten die Fahrzeuge eine neue elektrische Ausrüstung und Druckluft- statt Vakuumbremsen.
Der Zweite Weltkrieg brachte der ASD eine erhöhte Nachfrage im Transportgeschäft. Ab 1940 führte sie mit der Compagnie du chemin de fer Monthey–Champéry–Morgins (MCM) eine Gemeinschaftsdirektion, der sich 1942 die Chemins de fer Aigle–Leysin (AL) anschloss. Wegen der Fusion zur Chemin de fer Aigle–Ollon–Monthey–Champéry (AOM) schied die MCM 1946 wieder aus.

### Nachkriegszeit

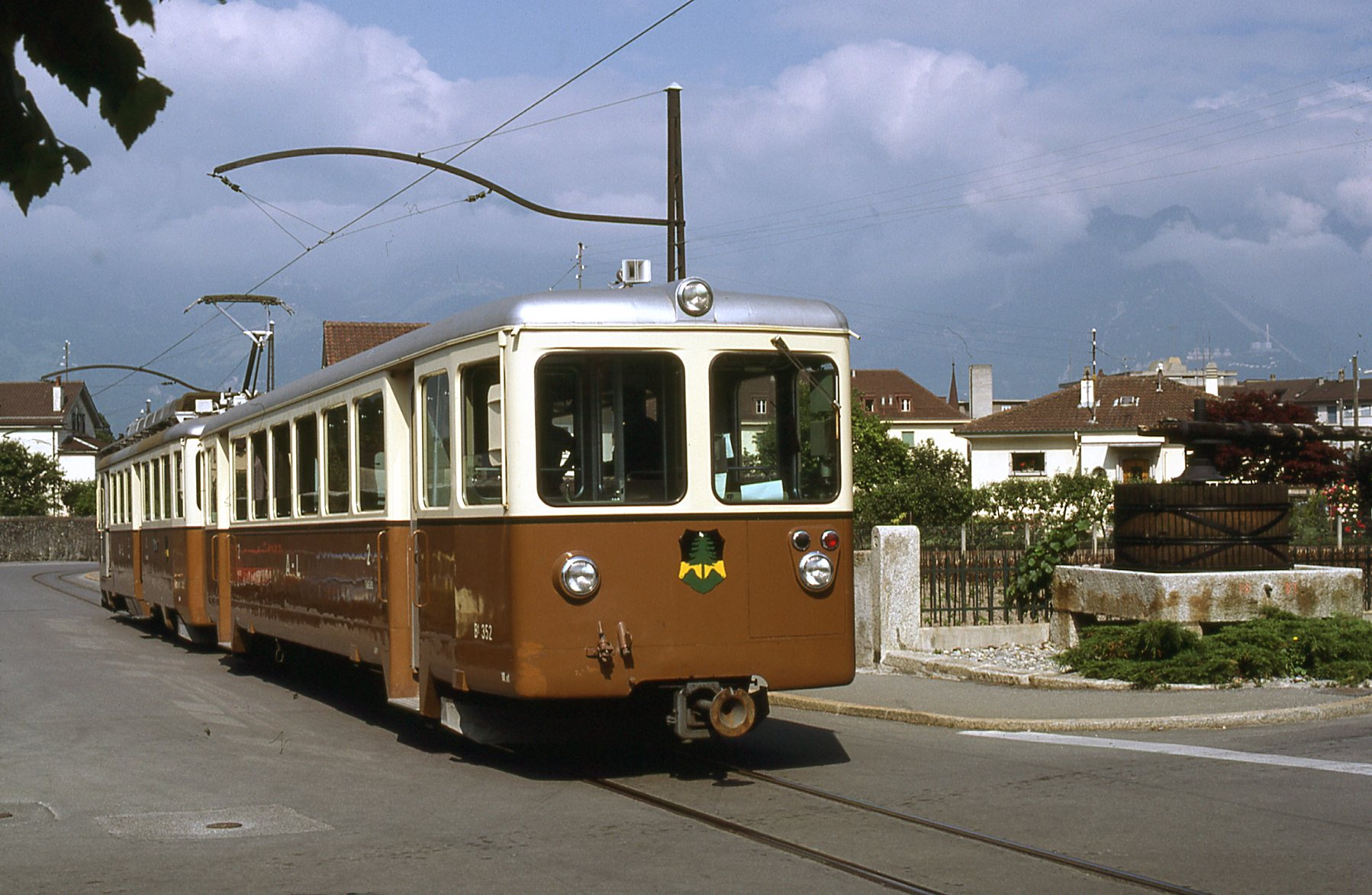
Seit 1965 ermöglicht eine Gleisverbindung die Verwendung von Rollmaterial der AL. Pendelzug der benachbarten Zahnradbahn auf dem Strassenbahnabschnitt im Städtchen Aigle.

Die Nachkriegszeit überlebte die Bahn nur, weil die Strassenverbindung nach Les Diablerets nicht wintersicher war. Nach deren wintersicherem Ausbau verlangte die Eidgenossenschaft Anfang der 1980er Jahre die Umstellung der ASD auf Strassentransport. Kanton und Region widersetzten sich dem und sprachen einen Kredit von 17,9 Millionen Franken für die Erneuerung. In der Folge erneuerte der Bund 1985 die Konzession, verweigerte aber ab 1986 die Defizitdeckung und die Investitionshilfe. Die Tarifannäherung und die allgemeine (aber betraglich unerhebliche) Abgeltung gemeinwirtschaftlicher Leistungen wurden weiter ausgerichtet.
Mit der Neuordnung der Finanzierung des Regionalverkehrs wurden ab 1996 die geplanten ungedeckten Kosten der Verkehrssparte gedeckt, nicht jedoch diejenigen der Infrastruktur. Mit Entscheid des Bundesamtes für Verkehr (BAV) vom 9. August 1999 werden der ASD aufgrund der deutlich gesteigerten Frequenzen auch wieder Infrastrukturabgeltungen ausgerichtet. Nach fünfzehn Jahren wurden damit die Finanzierungsverhältnisse wieder normalisiert.
Bildeindrücke aus den 1980er Jahren:

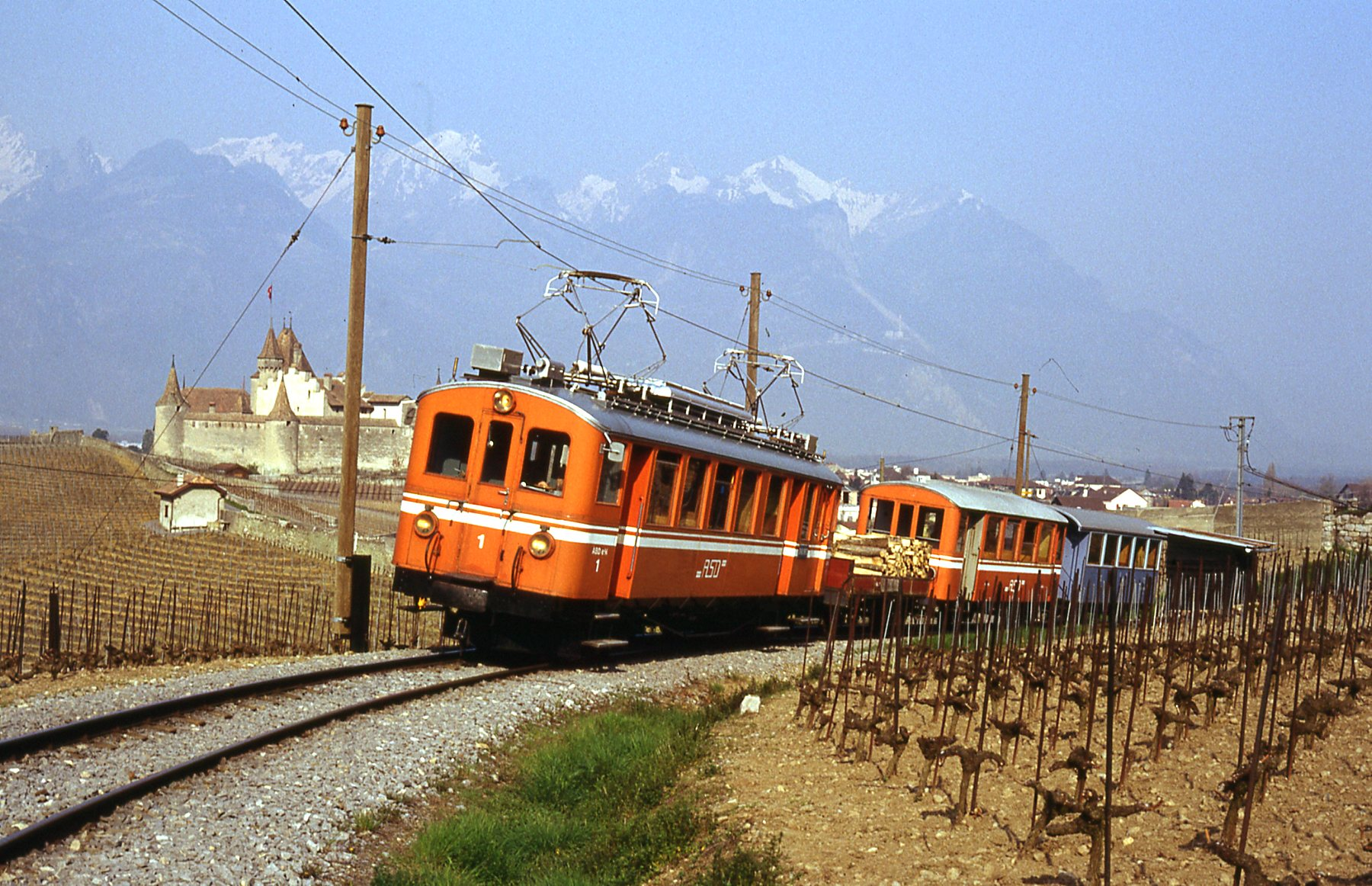
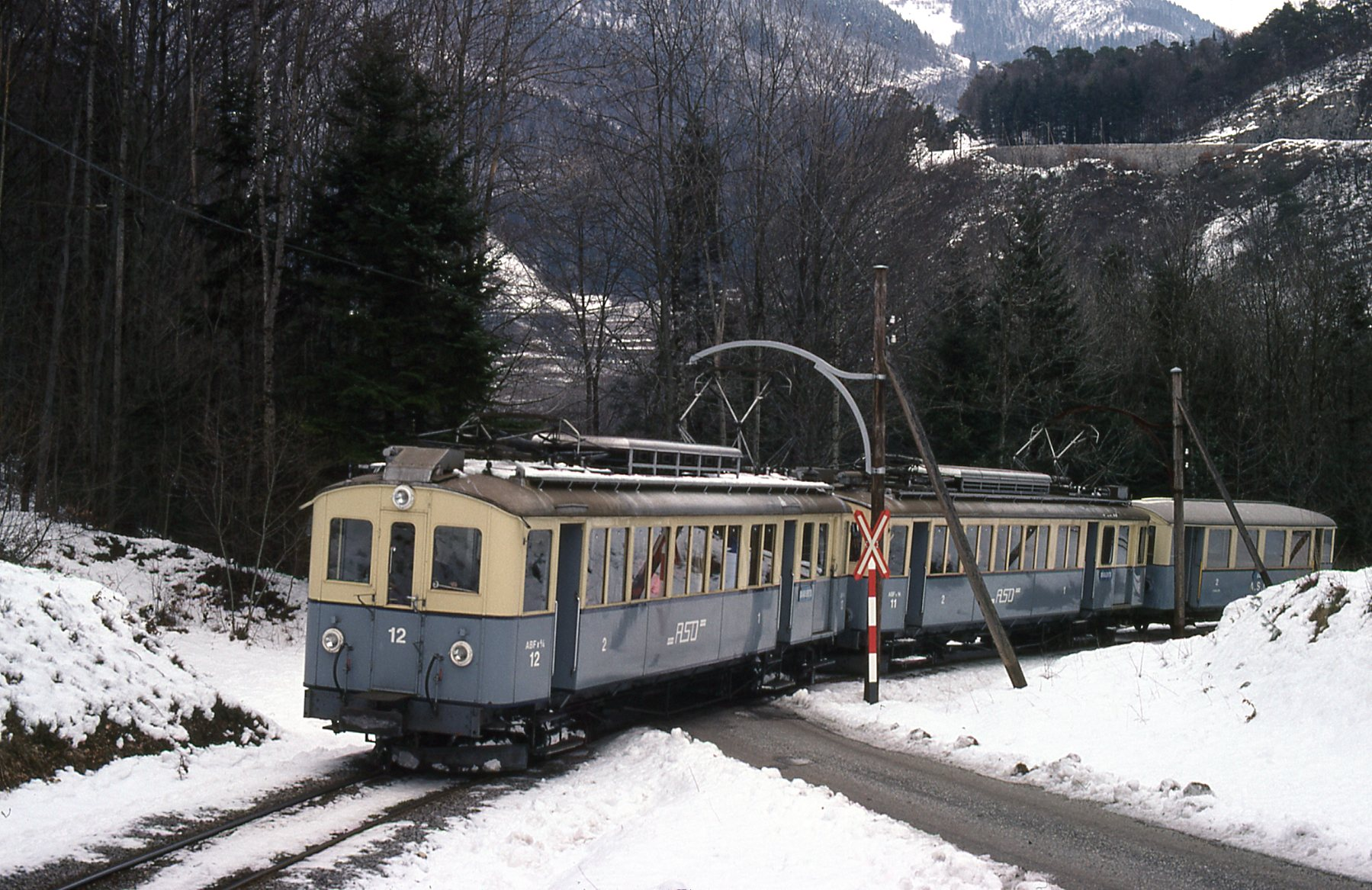
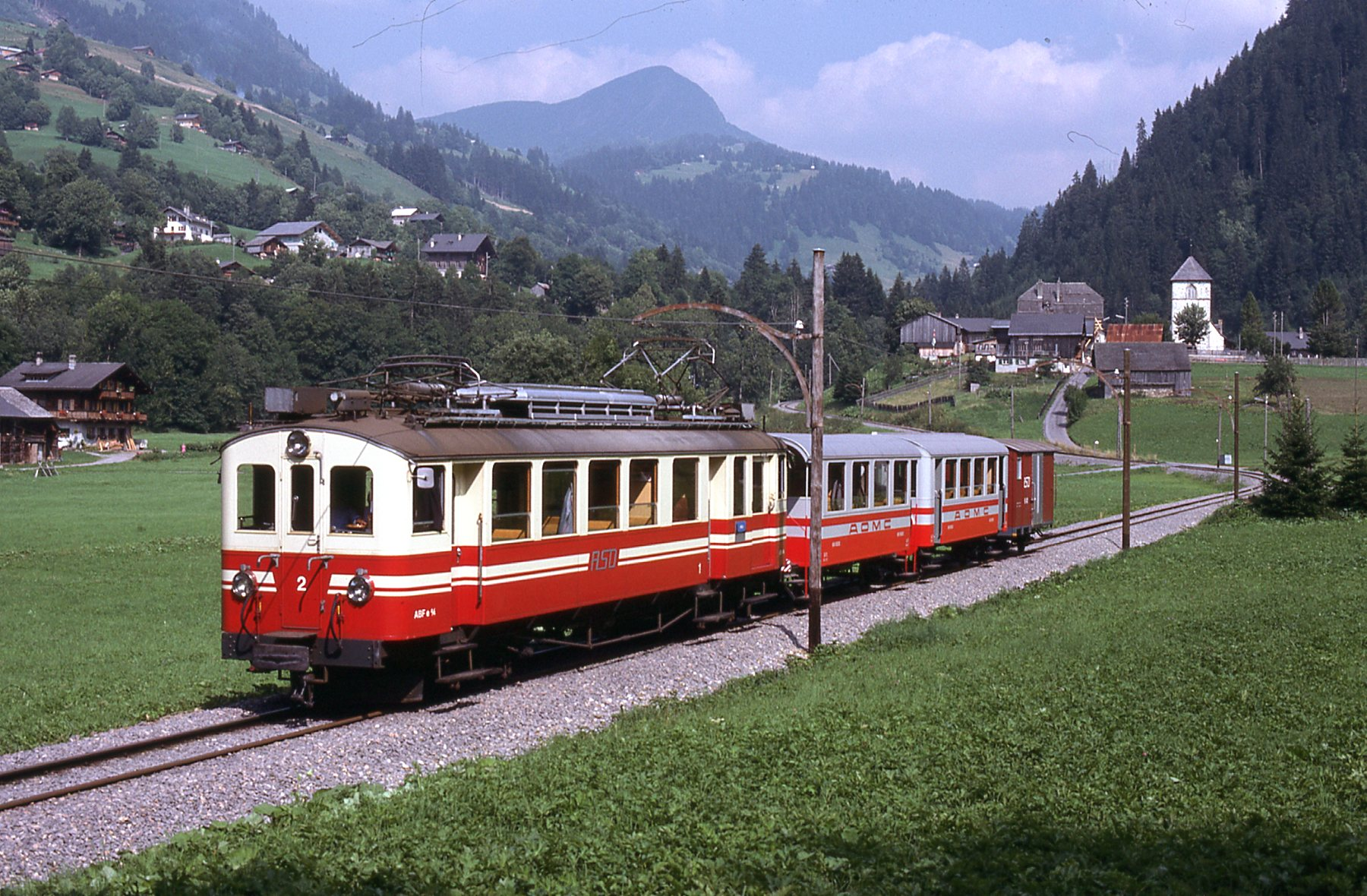
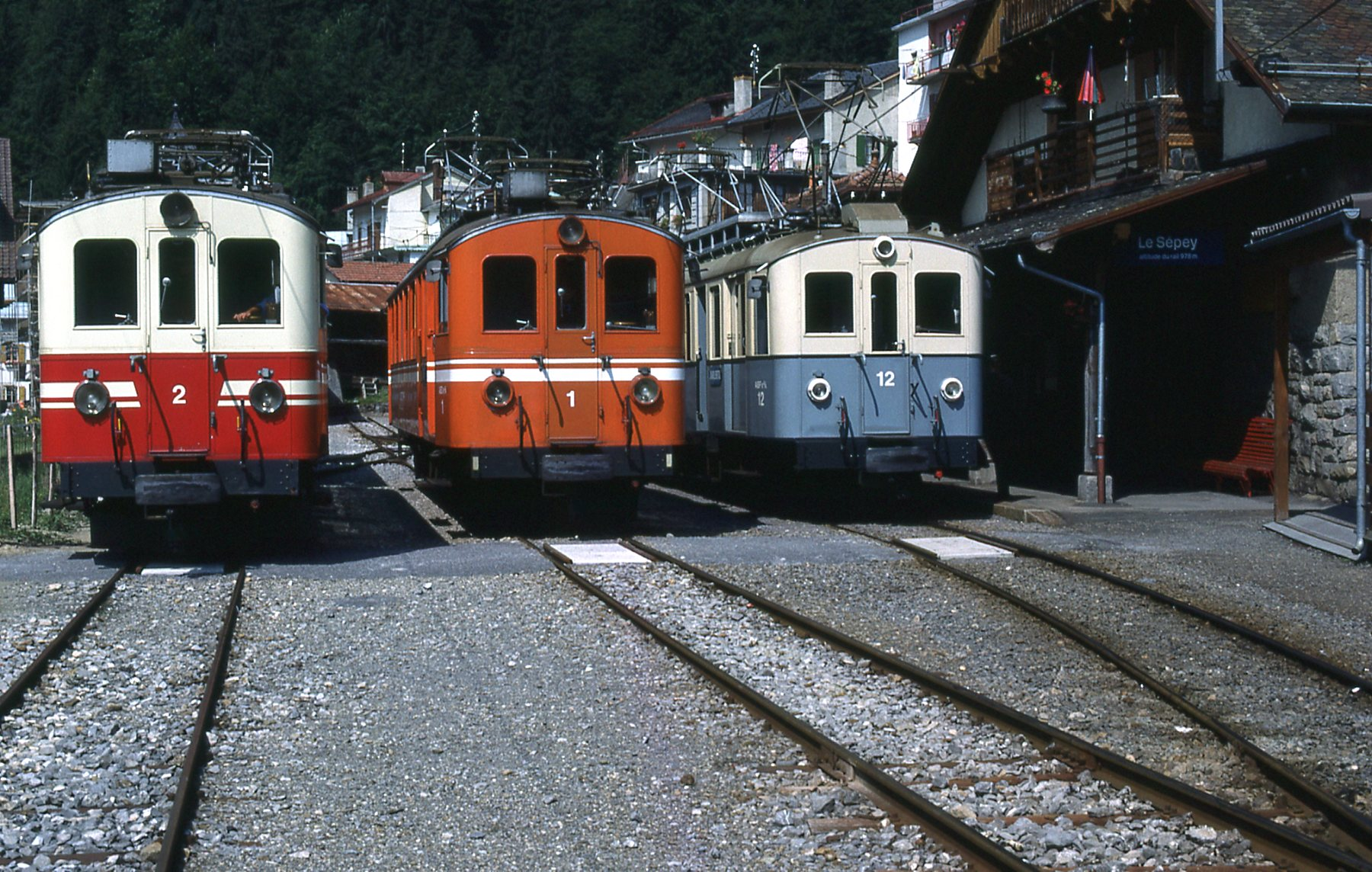

Mit einem Investitionskredit von Kanton und Gemeinden konnten einige Gleiserneuerungen ausgeführt und vier neue Triebwagen BDe 4/4 beschafft werden. Die Fahrzeuge wurden 1987 im Rahmen einer gemeinsamen Bestellung mit der Chemin de fer Aigle–Ollon–Monthey–Champéry (AOMC), der LEB und der NStCM geliefert. Als Steuer- und Zwischenwagen wurden günstig erworbene Fahrzeuge der Birsigthalbahn (BTB) umgebaut.

### Transports Publics du Chablais

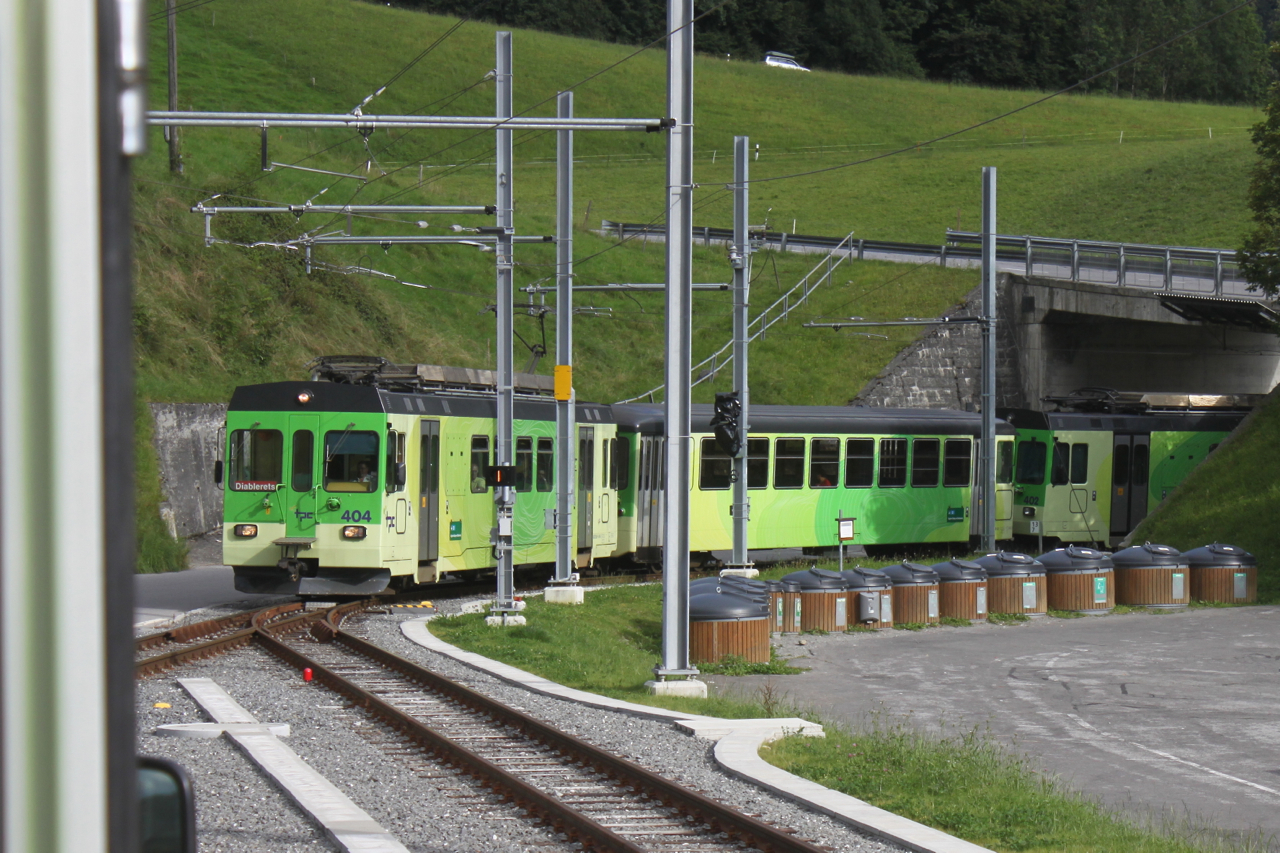
Einfahrt eines Zuges im August 2014 in Le Sépey. In der Bildmitte ist das neue, noch eingepackte Ausfahrsignal erkennbar.

1975 bildete die ASD zusammen mit der Aigle-Leysin-Bahn (AL) und der Chemin de fer Bex–Villars–Bretaye (BVB) eine Betriebsgemeinschaft, der 1977 auch die AOMC beitrat. 1999 fusionierten diese vier Bahnen zu den Transports Publics du Chablais (TPC). Unter der neuen Besitzerin konnte eine weitgehende Sanierung der Infrastruktur ausgeführt werden. Sie umfasste die Erneuerung des Oberbaus – für den zum Teil Y-Schwellen verwendet wurden, ein kompletter Neubau der Fahrleitung und die Sicherung mehrerer Streckenabschnitte mit Steinschlagnetzen. Die Strecke erhielt acht Stellwerke, die von der TPC-Betriebszentrale in Aigle gesteuert werden, und wurde mit der punktförmigen Zugsicherung PZB 300-M von BBR Verkehrstechnik in Braunschweig ausgestattet. Sie wird als eine der letzten Strecken der Schweiz mit Streckenblock gesichert. PZB 300-M verfügt über die gleichen Funktionen wie das von vielen Schweizer Schmalspurbahnen verwendete System ZST 90.
Am 16. November 2016 konnten die neu aufgestellten Signale in Betrieb genommen werden. Ob ab diesem Zeitpunkt bereits die Zugsicherung aktiv war, beantwortete die TPC auf Anfrage nicht.
Zur Erfüllung des Behindertengleichstellungsgesetz schrieben die TPC im Jahr 2019 13 Doppeltriebwagen und 13 Steuerwagen mit Niederflureinstieg aus. Bei den Triebwagen ist eine Ausführung für reinen Adhäsionsbetrieb für die ASD und eine mit gemischtem Adhäsions- und Zahnradbetrieb vorgesehen.

## Unfälle

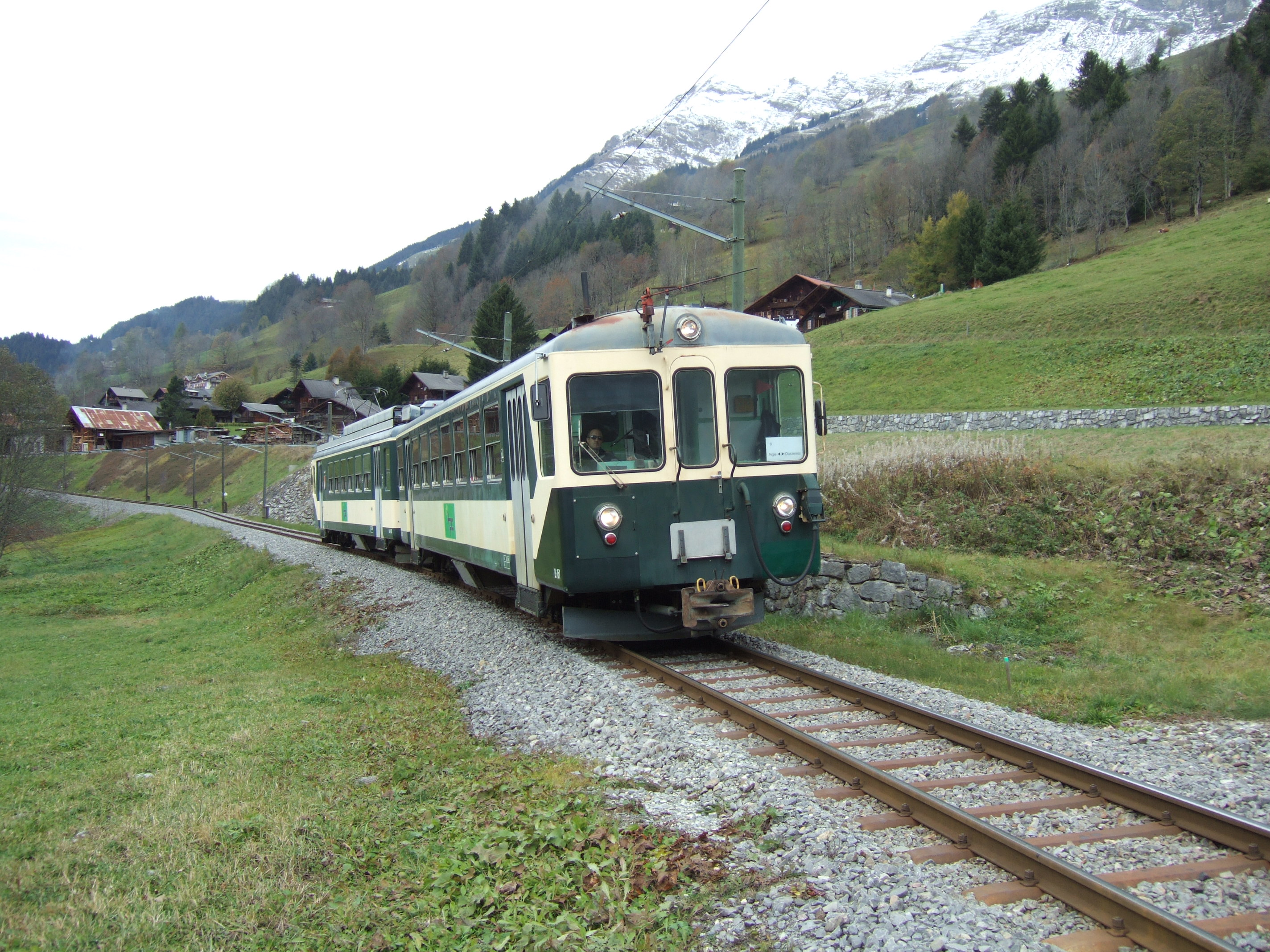
Nach dem Unfall im August 2010 mietete die ASD von der LEB den Pendelzug Be 4/4 26 + Bt 151.

- Am 19. August 2009 kollidierte ein Dienstzug, bestehend aus dem ABDe 4/4 2 und einem Dienstwagen, zwischen Les Planches und Les Fontanelles mit einem entgegenkommenden Regionalzug. Der Unfall forderte fünf Leichtverletzte und 300 000 Franken Schaden. Der Betrieb der Strecke erfolgte damals mit einfachsten Mitteln ohne Streckenblock. Ausserordentliche Zugsbegegnungen wurden den Lokomotivführern mit einem Formular mitgeteilt. Beim Ausstellen des Formulars ging der Regionalzug vergessen.[8]

- Am 27. August 2010 stiessen zwei Pendelzüge etwa 800 Meter unterhalb des Bahnhofs Plambuit frontal zusammen. Die beiden Triebfahrzeugführer und sechs Passagiere wurden verletzt. Die Schäden am Triebwagen BDe 4/4 404 und am Steuerwagen Bt 431 waren erheblich.[9] Der Unfallort ist schwer zugänglich, die Rettungshelfer mussten eingeflogen werden.[10] Der talwärts fahrende Lokomotivführer hatte in Plambuit die Kreuzung mit dem entgegenkommenden Zug nicht abgewartet.[9]

## Streckenbeschreibung
Auf dem Vorplatz des SBB-Bahnhofs Aigle warten die Züge der TPC auf ihre Fahrgäste. Das Gleis zweigt unmittelbar nach Bahnhof in einer Linkskurve von der Strecke nach Monthey ab und verkehrt als Strassenbahn durch die Innenstadt. Bis 2005 kreuzten sich nach der Linkskurve die Gleise nach Les Diablerets und Monthey im rechten Winkel. Der Strassenbahnabschnitt verläuft 100 bis 200 Meter parallel zu den ebenfalls auf der Strasse verkehrenden Zügen nach Leysin. Zwischen den Haltestellen Aigle-Place-du-Marché (Marktplatz) und Aigle-Château (Schloss) beginnt das Eigentrasse. Es verlässt nach Aigle-Château, wo sich das Depot befindet, das bebaute Gebiet des Städtchens und steigt in den Rebbergen in einer S-Kurve nach Aigle-Parc Aventure an. Dieser Abschnitt erlaubt den Passagieren einen Ausblick auf Schloss und Städtchen Aigle und das Rhonetal.
Unmittelbar nach Parc Aventure biegt Strecke im Tunnel Grand-Hôtel rund 90 Grad nach Süden ab, um mit Hilfe einer Seitentalkehre beim Bahnhof Verschiez weiter an Höhe zu gewinnen. Das Trasse liegt nun im Wald. Zurück im Haupttal der Grande Eau fahren die Züge im bewaldeten Südhang hinauf zum Keilbahnhof Les Planches. Dort zweigen die Züge links ab und überqueren auf einer Brücke, die mit dem Strassenverkehr geteilt wird, die Grande Eau. Nach kurzer Fahrt wird der Kopfbahnhof Le Sépey erreicht, wo sich die Züge fahrplanmässig kreuzen.
In Le Sépey wenden die Kompositionen und fahren zurück nach Les Planches, wo die bergwärts fahrenden Züge links abbiegen. Am Südhang der Grande Eau gewinnt das Trasse weiter an Höhe. Kurz vor Les Echenards beginnt sich der Wald etwas zu lichten und in Sur-le-Buis ist auf 1131 Meter über Meer der Kulminationspunkt erreicht. Nun führen die Gleise etwas hinunter nach Les Aviolats, von wo aus sie dem südlichen Ufer der Grande Eau folgen. Bei Vers-l’Eglise überqueren die Züge die Grande Eau und fahren nach rund zwei Kilometern in der Endstation Les Diablerets ein.

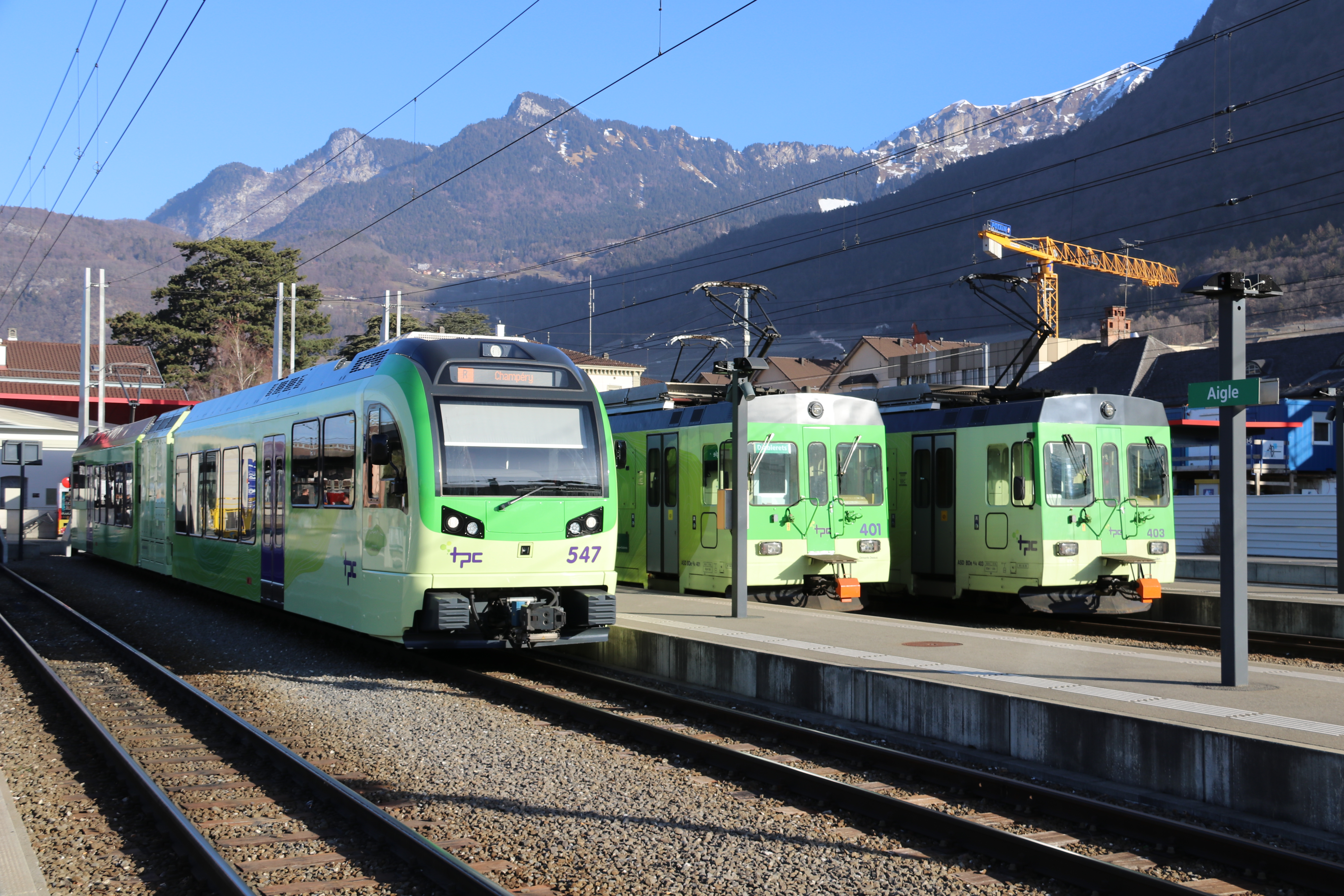
Bahnhof Aigle mit Zügen der TPC
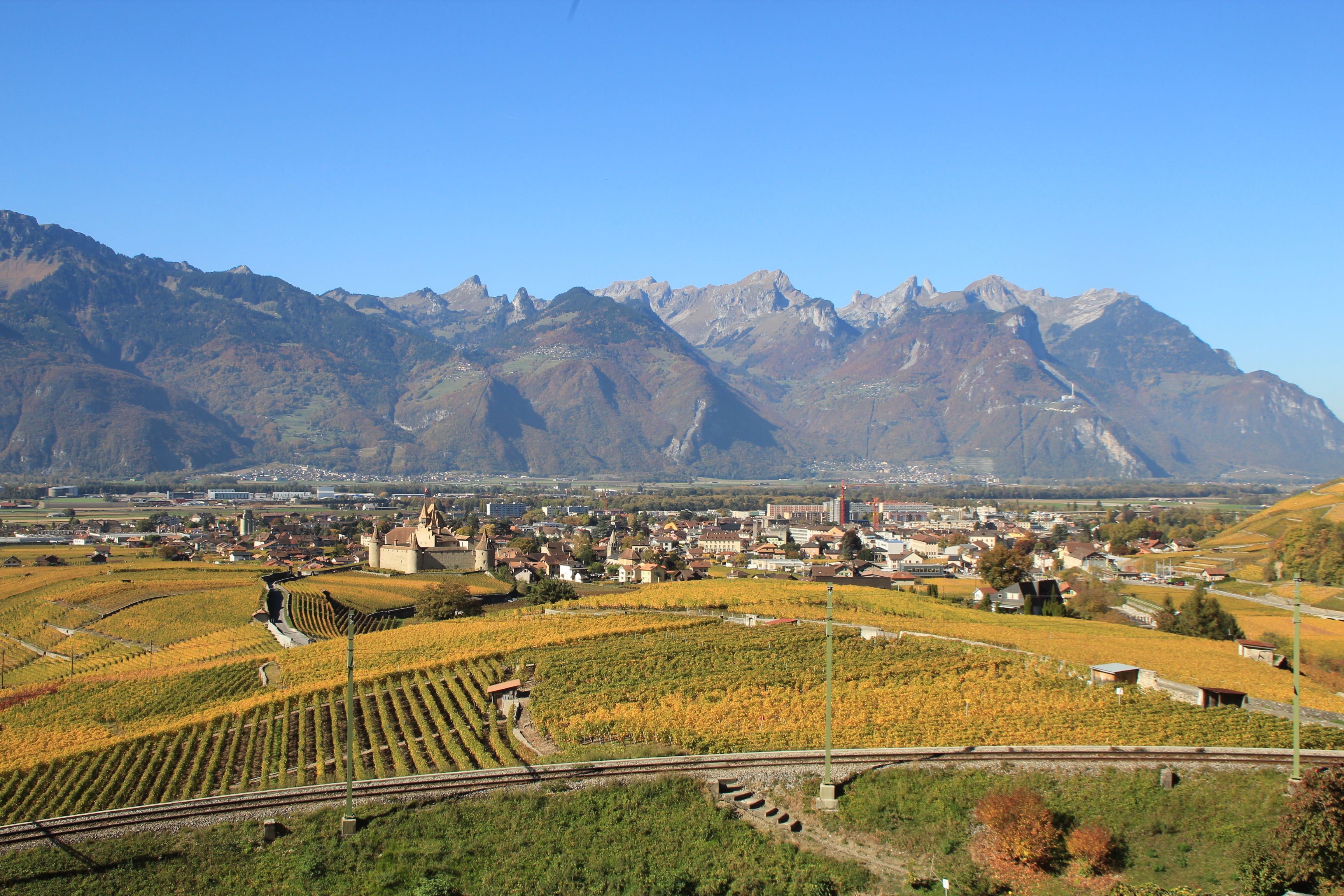
Blick auf Schloss und Städtchen Aigle, im Vordergrund das Bahntrasse
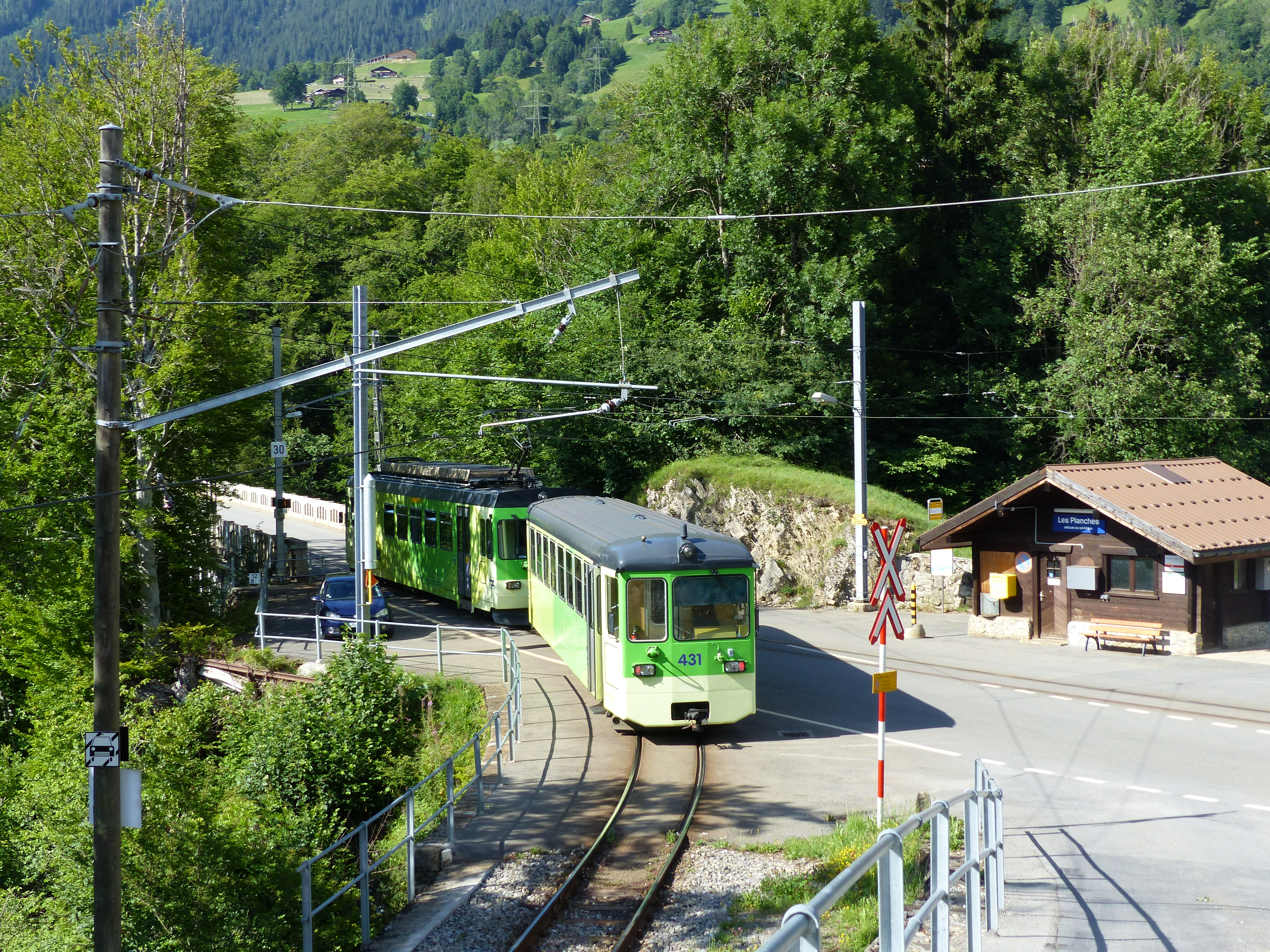
Keilbahnhof Les Planches, dahinter Brücke über die Grande Eau
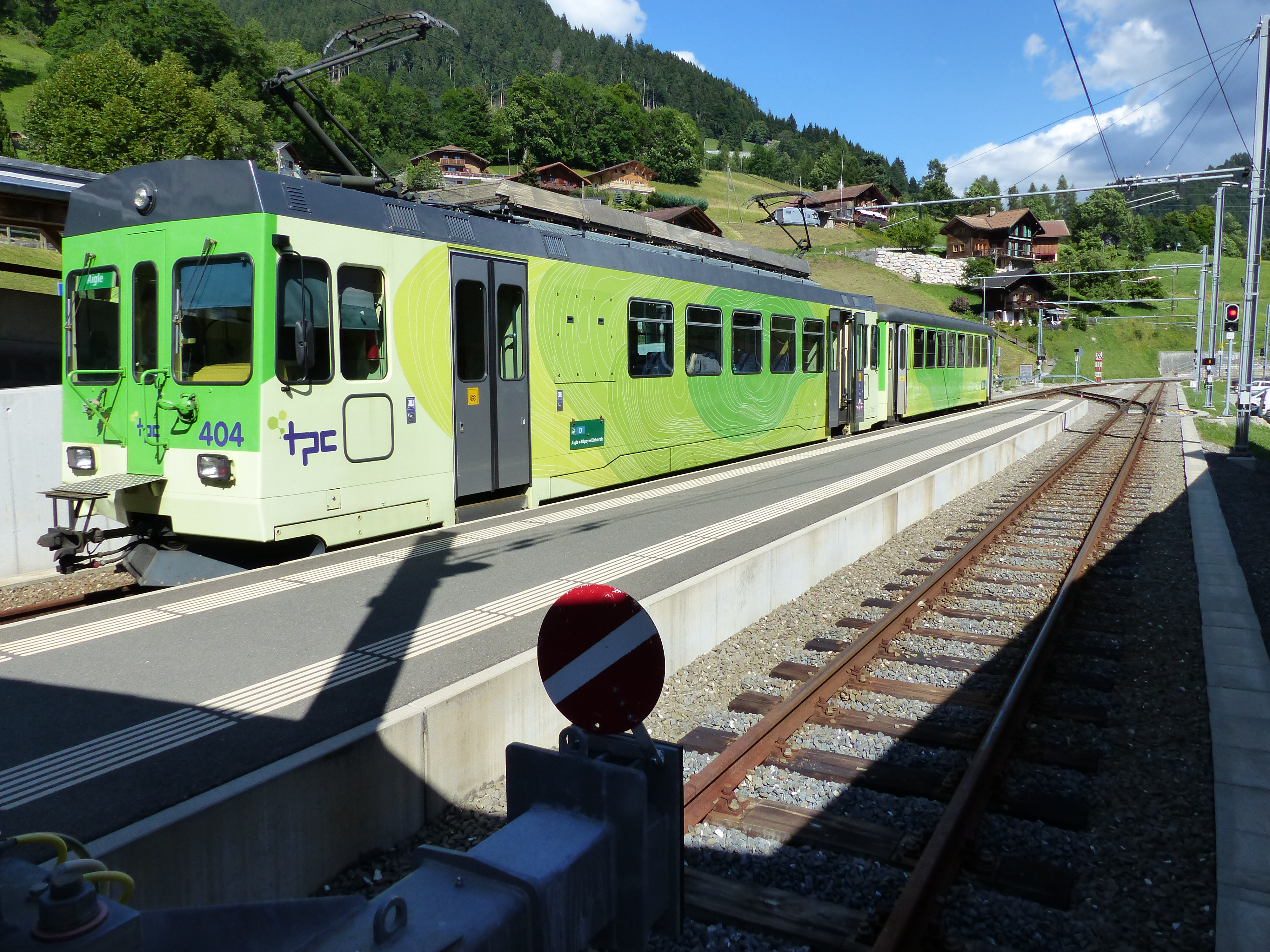
Kopfbahnhof Le Sépey

## Planungen
Die Transports Publics du Chablais (TPC) planen eine Verlängerung der Bahnstrecke in Les Diablerets um rund 800 Meter in südlicher Richtung, um eine neue Gondelbahn ins Skigebiet Les Diablerets/Villars/Gryon zu erschliessen. Weil sich der Landerwerb verzögerte, konnte die Verlängerung nicht wie geplant bis zum Winter 2021/22 erstellt werden.
Mit zusätzlichen Kreuzungsstellen sollen zeitweise der Halbstundentakt und direkte Züge Aigle–Les Diablerets ohne Spitzkehre in Le Sépey realisiert werden.

## Rollmaterial

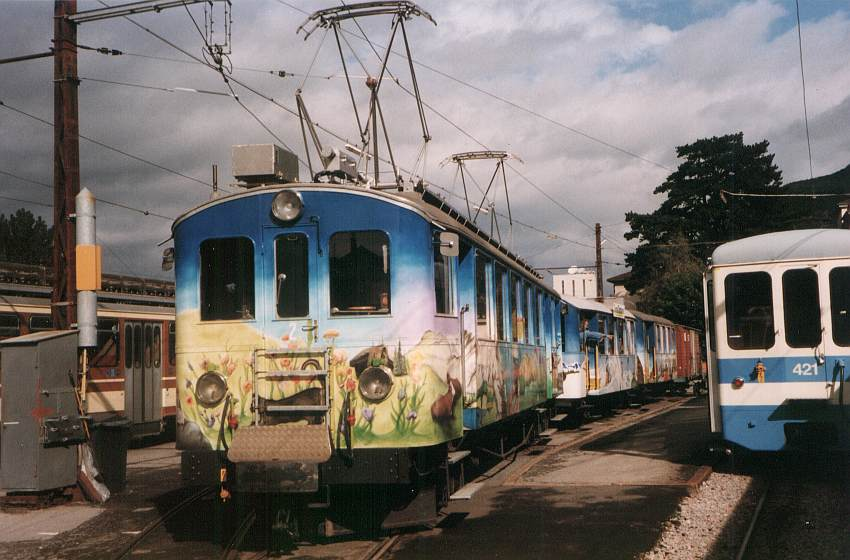
Triebwagen BDe 4/4 2 mit einem Anstrich in Fantasie-Gestaltung im Jahr 2005

- ABDe 4/4 1–2 SWS/AEG/BBC: 1913 als BCZe 4/4 geliefert, um 1935 Postabteil durch Gepäckabteil ersetzt und neue Bezeichnung BCZe 4/4, 1941 (Nr. 1 und 2) und 1948 (Nr. 3) Erneuerung bei SWS und neue elektrische Ausrüstung von BBC;[2] Nr. 1 und 2 als historische Fahrzeuge vorhanden, Nr. 3 verkauft an Chemin de fer de La Mure
- ABDe 4/4 11–12 SWS/AEG/BBC: 1913 als Gepäcktriebwagen mit Personenabteil BCZe 4/4 geliefert, 1942 (Nr. 11) und 1949 (Nr. 12) Umbau zu BCFe 4/4 mit grossen Personen- und Gepäckabteil sowie neuer elektrische Ausrüstung von BBC;[13] , Nr. 12 verkauft an Chemin de fer de La Mure
- B2 31–35 (1913) SWS; Nr. 31 verkauft an Velay Express, 2025 Retour zu Association ASD. Nr. 32 und 33 an Chemin de fer de La Mure; Nr. 32 und 33 als historische Fahrzeuge erhalten, Nr. 34 seit 1992 mit Bar ausgerüstet
- BDe 4/4 401 bis 404 (1987) ACMV/BBB
- Ars 421 (1966/1987) SWP/BBC ex BLT/BTB B 62 – Steuerwagen zu BDe 4/4 401 bis 404, 1993 umgebaut zu Salonwagen
- Bt 431/432 (1966/1987) SWP/BBC ex BLT/BTB Bt 26/21 – Steuerwagen zu BDe 4/4 401 bis 404
- Arst 433 (1966/1987) SWP/BBC ex BLT/BTB Bt 27 – Steuerwagen zu BDe 4/4 401 bis 404, 1995 umgebaut zu Salonsteuerwagen
- Bt 434 (1966/2000) SWP/BBC ex BLT/BTB Bt 25 – Steuerwagen zu BDe 4/4 401 bis 404

Die Dienstfahrzeuge sind nicht mehr streckenspezifisch im Einsatz. Bauzüge auf der ASD wurden von AL-Triebwagen geführt.

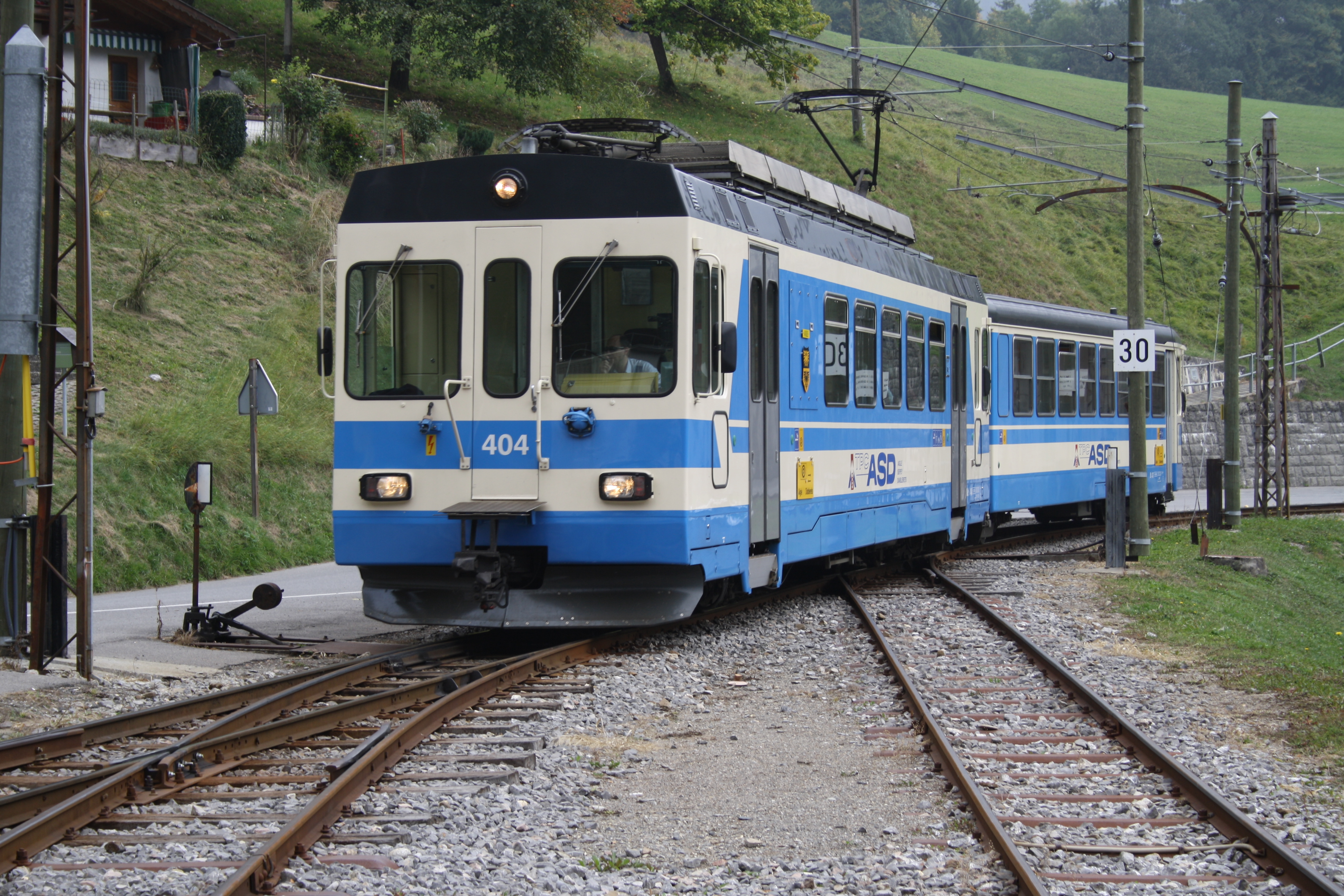
BDe 4/4 404 in Le Sépey
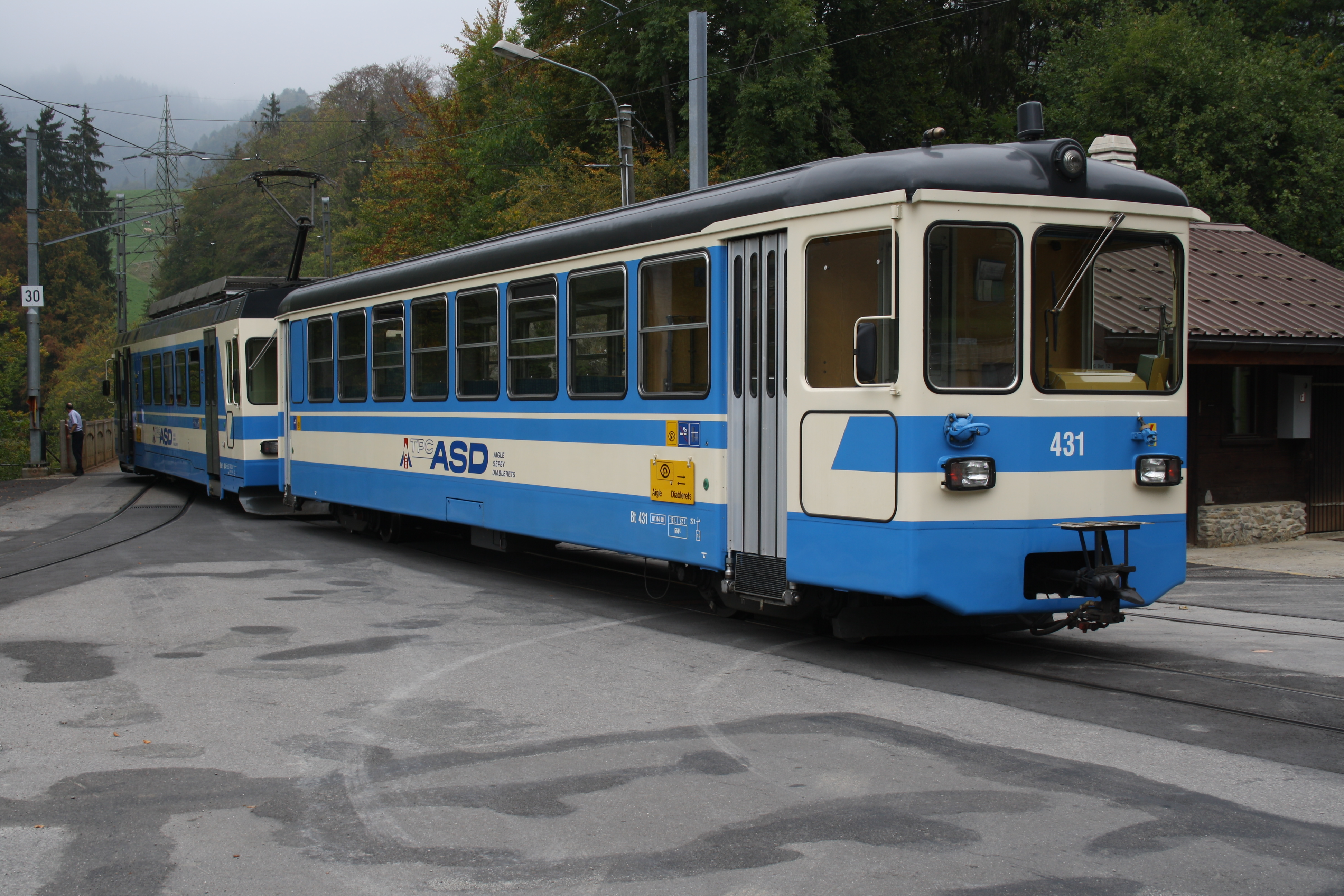
Steuerwagen Bt 431 im Abzweigbahnhof Les Planches
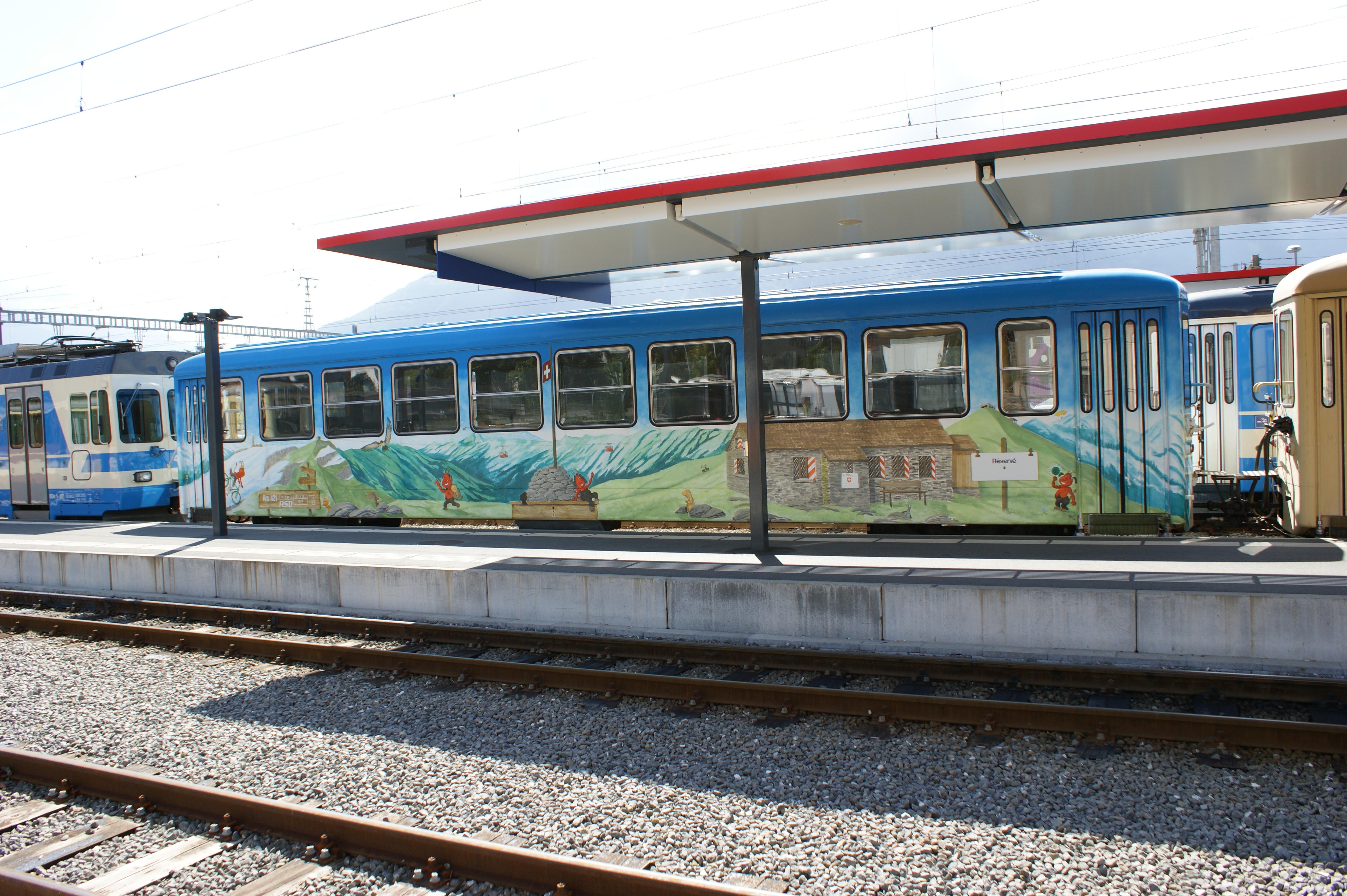
Salonwagen As 421 in Aigle
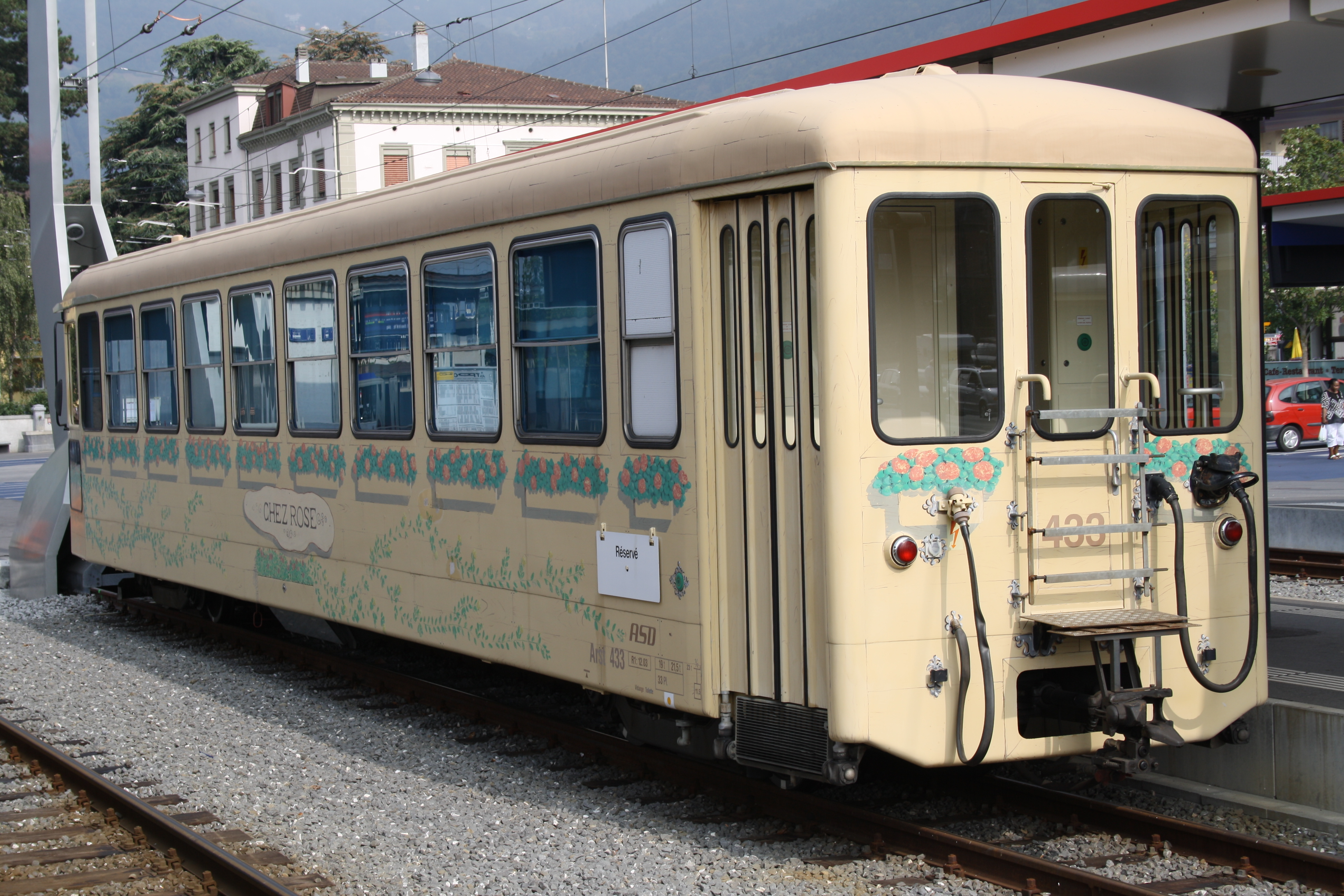
Salonsteuerwagen 433 im Bahnhof Aigle